# Joseph-Guichard Du Verney
Joseph-Guichard Du Verney (oder Duverney, * 5. August 1648 in Feurs, Provinz Forez; † 10. September 1730 in Paris) war ein französischer Anatom und Chirurg.

## Leben und Wirken
Du Verney war ein Sohn von Jacques Du Verny, einem Dorfarzt, und dessen Frau Antoinette Piètre (oder Pittre). Seine Brüder waren Pierre Du Verney (1650–1728) und Jacques-Francois-Marie Du Verney (1661–1748). 1662 schrieb er sich zum Studium an der Universität Avignon ein, wo er fünf Jahres später seinen Abschluss als Doktor der Medizin machte. Anschließend ging Du Verney, mit einem Empfehlungsschreiben an Pierre Bourdelot versehen, nach Paris. Im Kreis der Académie Bourdelot sezierte er dort ein menschliches Gehirn. Er wurde eingeladen regelmäßig anatomische Demonstrationen durchzuführen. Du Verney wiederholte Experimente von  Nicolaus Steno, Jan Swammerdam sowie Reinier de Graaf und erlangte schnell hohes Ansehen für seine Fähigkeiten.
1679 ernannte man ihn zum Professor für Anatomie am Jardin du Roi.
1683 erschien sein Traité de l’organe de l’ouie, ein Traktat über das Gehörorgan. Darin identifizierte Du Verney als einer der Ersten das Cholesteatom. Das Werk wurde ins Lateinische (1684), Deutsche (1732) und Englische (1737) übersetzt.
Am 18. September 1687 heiratete er Marie-Marguerite Mannet. Emmanuel-Maurice (1688–1761) war ihr Sohn.
Am 29. November 1701 wurde seine Abhandlung über den Blutkreislauf der Fische (Mémoire sur la circulation du sang des poissons) vor der Académie des Sciences verlesen. Sie gilt allgemein als erste Beschreibung der Atmung der Fische.

## Ehrungen
1676 wurde Du Verney Mitglied er Académie des sciences.

## Schriften (Auswahl)
- Traité de l’organe de l’ouie, contenant la structure, les usages & les maladies de toutes les parties de l’oreille. Estienne Michallet, Paris 1683 (Digitalisat).
  - Neue Auflage, Joh. Arn. Langerak, Leide[n] 1731 (Digitalisat).
  - Tractatus de organo auditus: continens structuram, usum, et morbos omnium auris partium. Nürnberg 1684 (Digitalisat).
    - Joh. Arnold. Langerak, Leiden 1730 (Digitalisat).

  - Tractatus de organo auditus Oder Abhandlung vom Gehör. Worinnen nicht allein die Structur des Ohres, desgleichen auch das Hören an sich selbst deutlich erkläret wird; sondern auch alle Kranckheiten welche diesem Theile zustossen können, gründlich gezeiget, und die dawieder dienende Hülfs-Mittel angewiesen werden. Rüdiger, Berlin [1732] (Digitalisat) – übersetzt von Johann Alexander Mischel.
  - A treatise of the organ of hearing: containing the structure, the uses, and the diseases of all the parts of the ear. London 1737 (Digitalisat) – übersetzt von John Marshall.
    - A treatise of the ear: containing an exact description of the several parts thereof, and their respective uses; with the diseases it is liable to; and their cure. London 1748 – übersetzt und verbessert von John Marshall.

Zeitschriftenbeiträge
- Observations sur la circulation du sang dans le foetus: et description du coeur de la tortue et de quelques autres animaux. In: Histoire de l’Académie royale des sciences. Année M DC XCIX. Paris 1702, S. 227–274 (Digitalisat).
- Des vaisseaux omphalomésentériques. In: Histoire de l’Académie royale des sciences. Année M DCC.  Paris 1703, S. 170–171 (Digitalisat).
- De la structure er su sentiment de la moelle. In: Histoire de l’Académie royale des sciences. Année M DCC.  Paris 1703, S. 196–199 (Digitalisat).
- Observations d’anatomie et de chirurgie sur plusieurs especes d’hydropisie. In: Histoire de l’Académie royale des sciences. Année M DCCI.  Paris 1704, S. 147–155 (Digitalisat).
- Observations anatomiques faites sur les ovaires de vaches et de brebis. In: Histoire de l’Académie royale des sciences. Année M DCCI.  Paris 1704, S. 182–189 (Digitalisat).
- Mémoire sur la circulation du sang des poissons qui ont des ouïes et sur leur respiration. In: Histoire de l’Académie royale des sciences. Année M DCCI.  Paris 1704, S. 224–239 (Digitalisat).
- Réflexions sur la situation des conduits de la bile et du suc pancréatique. In: Mémoires de l’Académie royale des sciences. Depuis 1666 jusqu’à 1699. Band 10, Paris 1730, S. 26–29 (Digitalisat).
- Nouvelle découverte touchant les muscles de la paupière interne. In: Mémoires de l’Académie royale des sciences. Depuis 1666 jusqu’à 1699. Band 10, Paris 1730, S. 607 (Digitalisat).
- Nouvelles observations touchant les parties qui servent à la nutrition. In: Mémoires de l’Académie royale des sciences. Depuis 1666 jusqu’à 1699. Band 10, Paris 1730, S. 610–612 (Digitalisat).

Postum
- Traité des maladies des os. 2 Bände, Paris 1751 (Band 1, Band 2).
- Oeuvres anatomiques. 2 Bände, Paris 1761 (Band 1, Band 2).